# Dobšice (okres Znojmo)
Dobšice (německy Klein Tesswitz) jsou obec v okrese Znojmo v Jihomoravském kraji. Žije v nich přibližně 2 300 obyvatel. V letech 1976–1992 obec byla součástí města Znojma, na jehož zástavbu navazuje.

## Název
Nejstarší písemný doklad z roku 1190 Dobšici (zapsáno Dobsici) byl pojmenováním obyvatel vsi. Pojmenování bylo odvozeno od osobního jména Dobeš (to byla buď domácká podoba jména Doběslav nebo hlásková úprava jména Tobiáš) a znamenalo "Dobšovi lidé". Další písemné doklady jsou až ze 17. století, kdy vesnice nesla německé jméno Tesznitz převzaté od Stošíkovic na louce. Na rozdíl od nich se vesnice označovala od 19. století jako Malé Stošíkovice, případně Stošíkovičky (německy Klein Tesswitz). Původní jméno Dobšice uvedl pro vesnici na své mapě moravského markrabství Alois Vojtěch Šembera v roce 1868, úředně byla obec na Dobšice přejmenována v roce 1921. Starším názvem obce byly také Stošíkovičky či Stozíkovičky (německy Klein Tesswitz), které souvisely s obcí Stošíkovice na Louce.

## Historie
První písemná zmínka o vesnici pochází z roku 1190. 
V obci působil tasovický truhlář a řezbář Johann Lahofer, jenž vyrobil skříně knihovny Louckého kláštera, které po jeho zrušení pomohl přenést do dnešní Strahovské knihovny.

## Přírodní poměry
Dobšice se nachází východně od Znojma, vesměs na levém břehu Dyje. Na pravém břehu, spojeném lávkou, je pouze sportovní areál a okraj zahrádkářské kolonie Nesachleby (jinak součást Znojma-Oblekovic).

## Doprava
Skrz Dobšice prochází silnice I/53, z níž se zde mimoúrovňově větví silnice II/412 do centra Znojma, poskytující alternativní napojení na silnici I/38.
Katastrem prochází také železniční trať Znojmo–Břeclav, ovšem bez zastávky.
Obec je obsluhována linkou znojemské MHD č. 803, zastavují zde také regionální linky č. 821 a 822, vše integrované v IDS JMK. Je součástí znojemské tarifní zóny 800.

## Pamětihodnosti
- Výklenková kaplička – poklona na návsi
- Výklenková kaplička – poklona na okraji obce při cestě do obce Dyje
- Zemědělský dvůr čp. 22/23

## Galerie

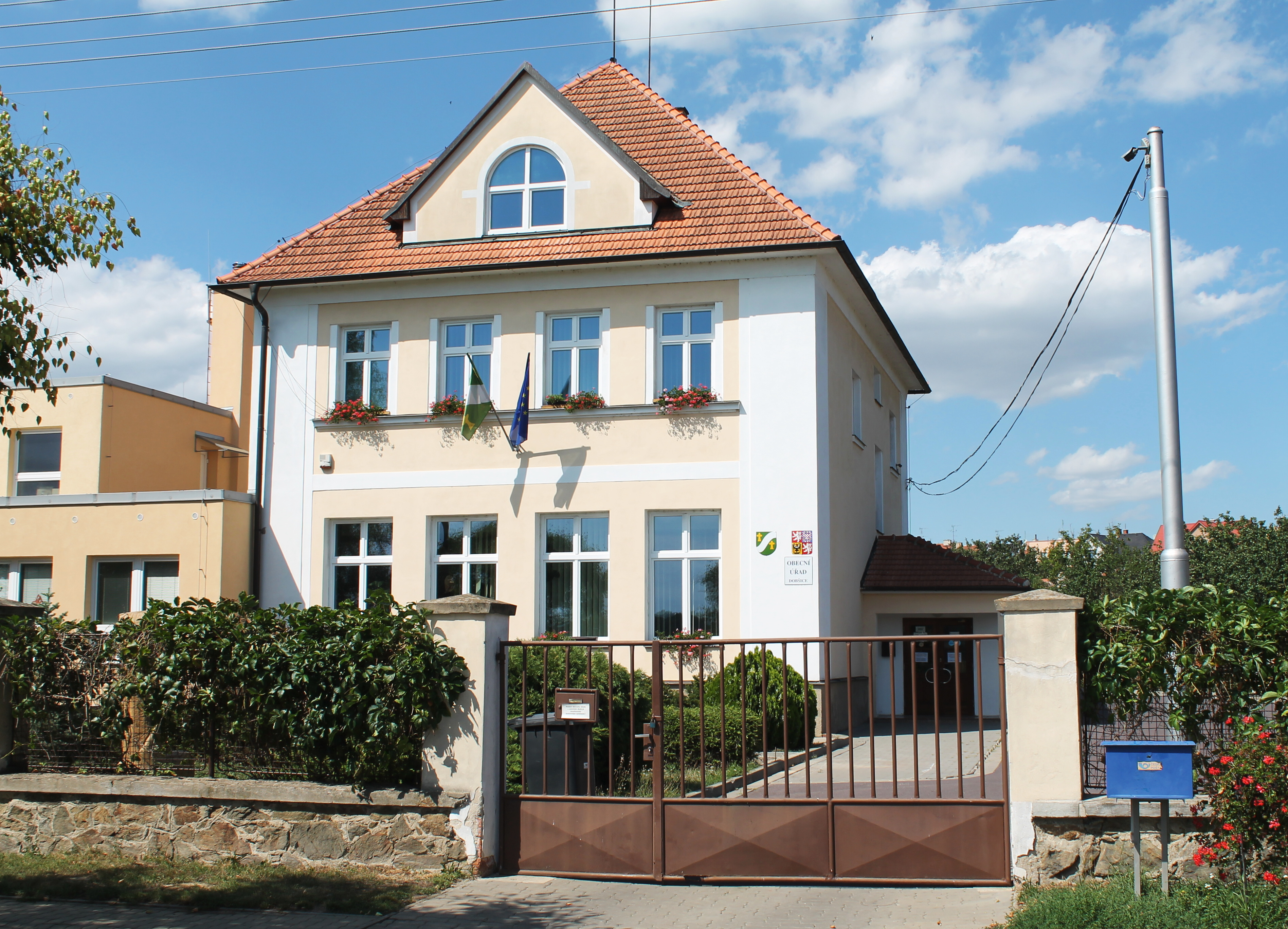
Obecní úřad
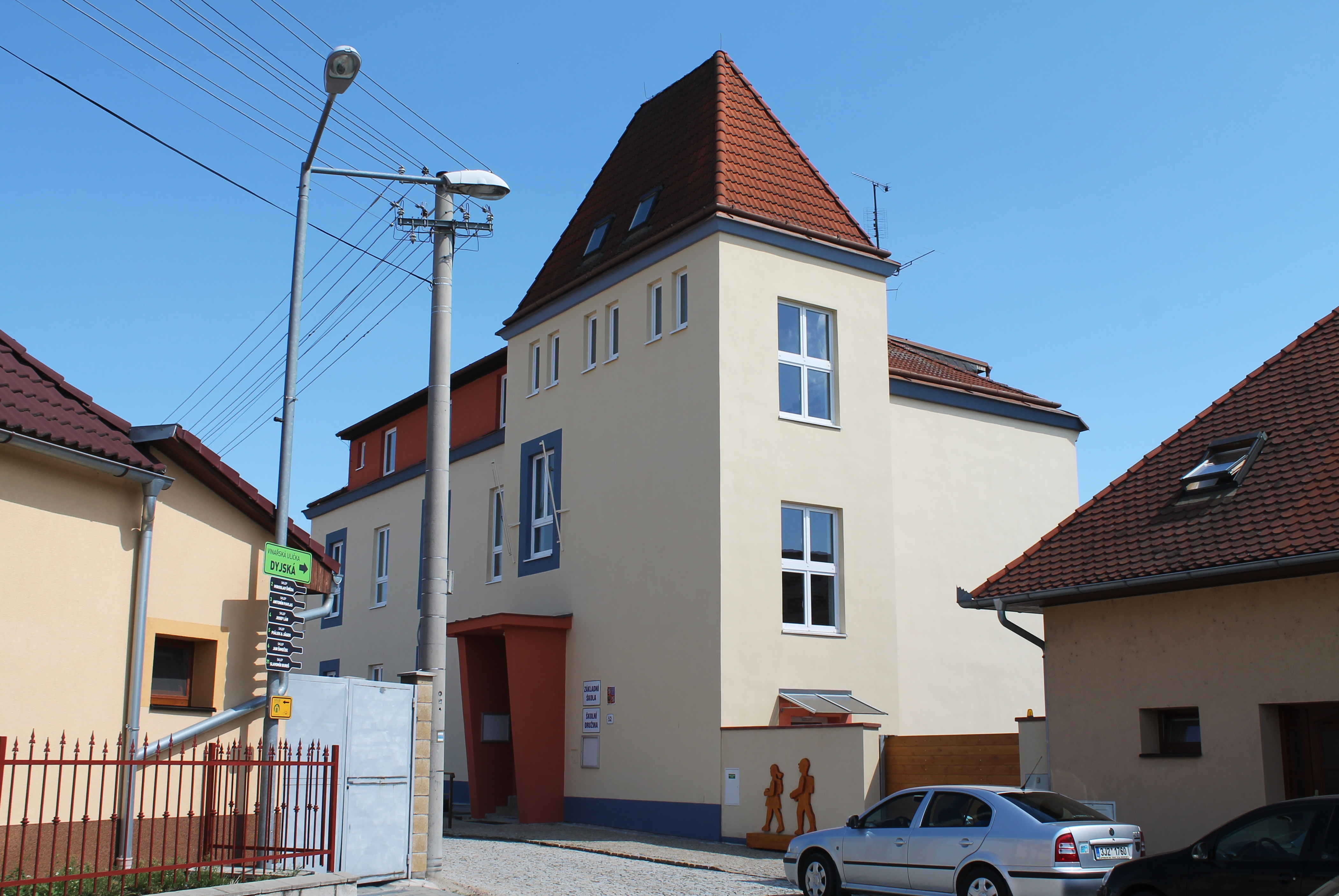
Základní škola
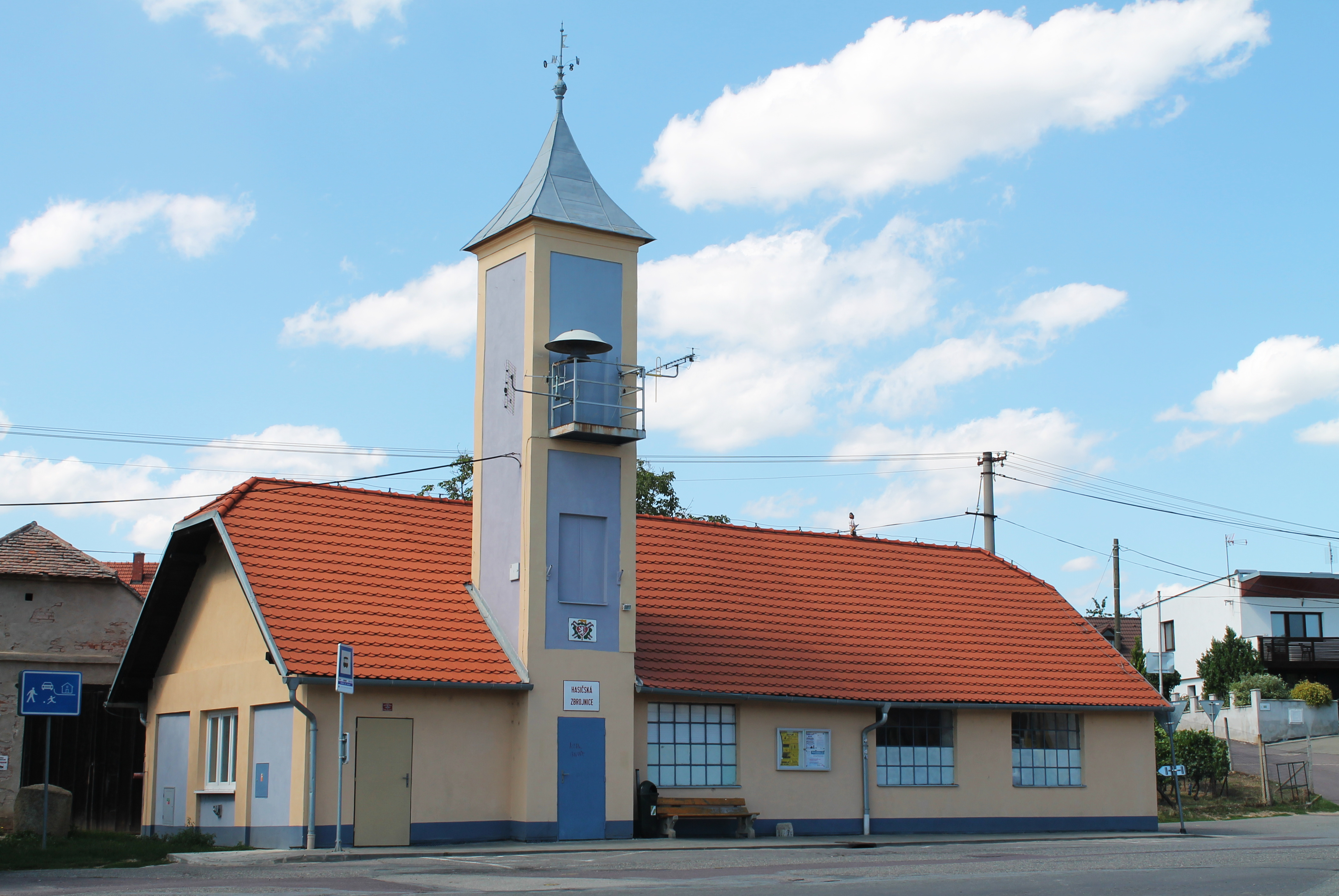
Hasičská zbrojnice
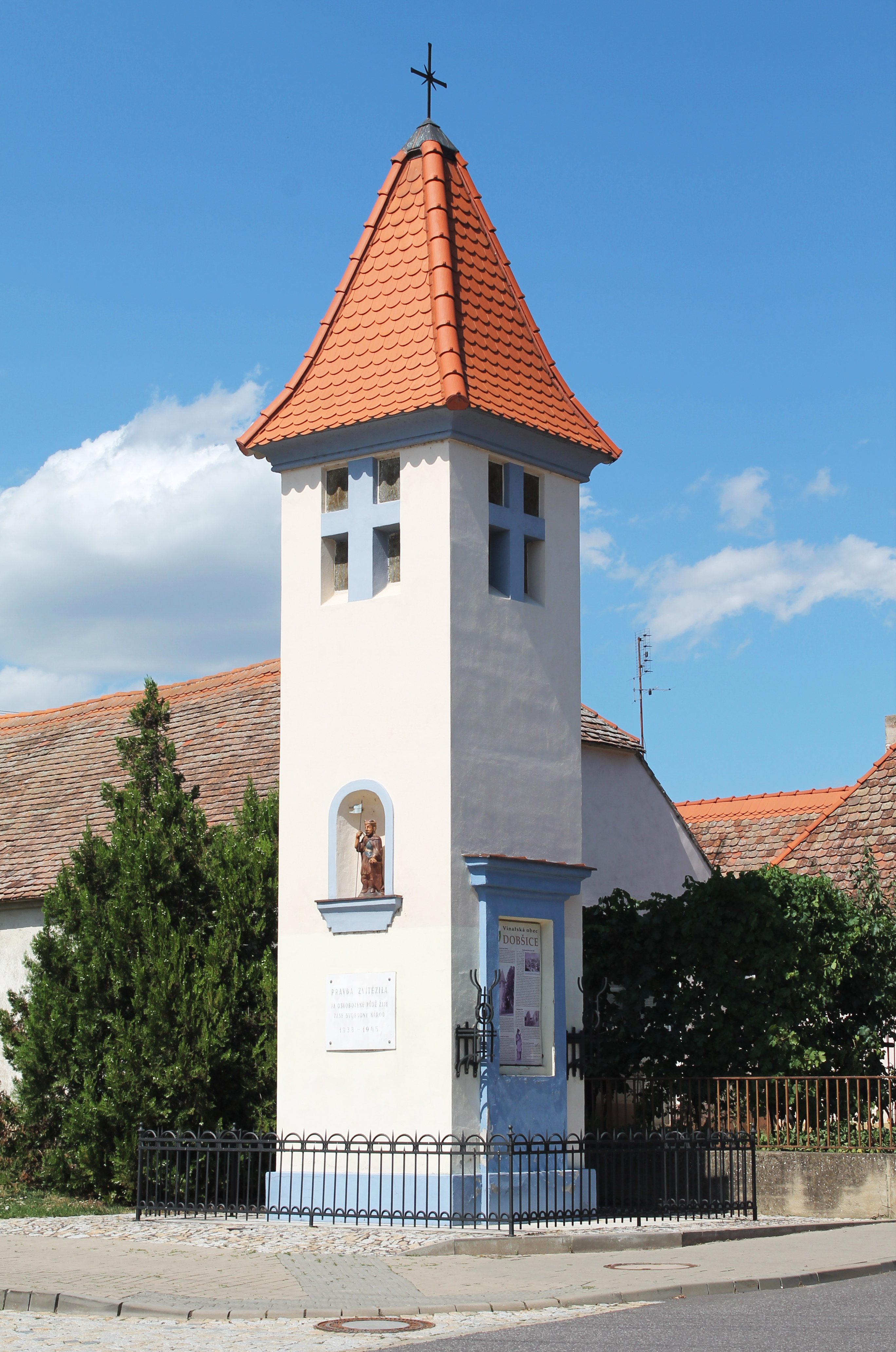
Zvonice na návsi
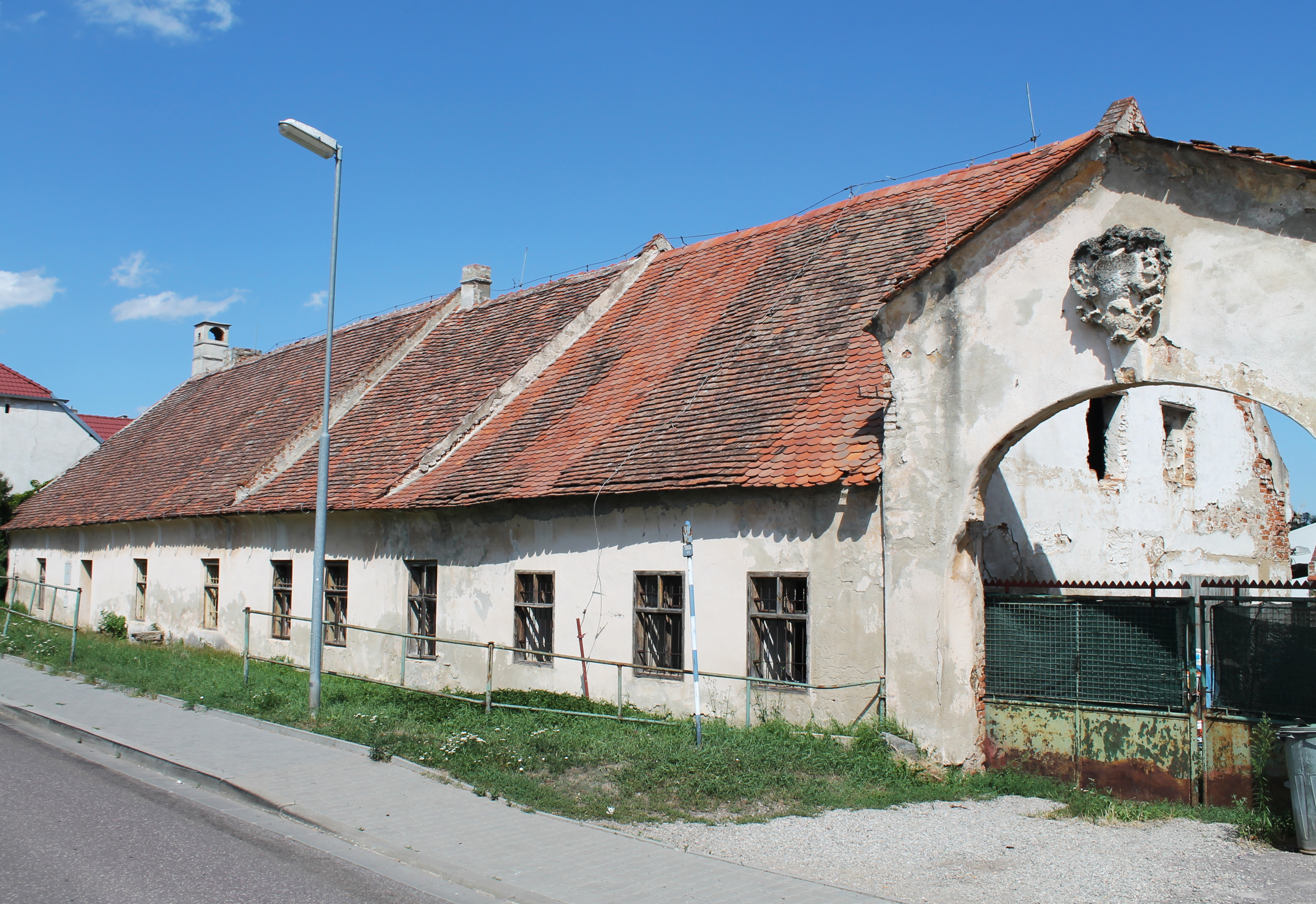
Zemědělský dvůr čp. 22/23
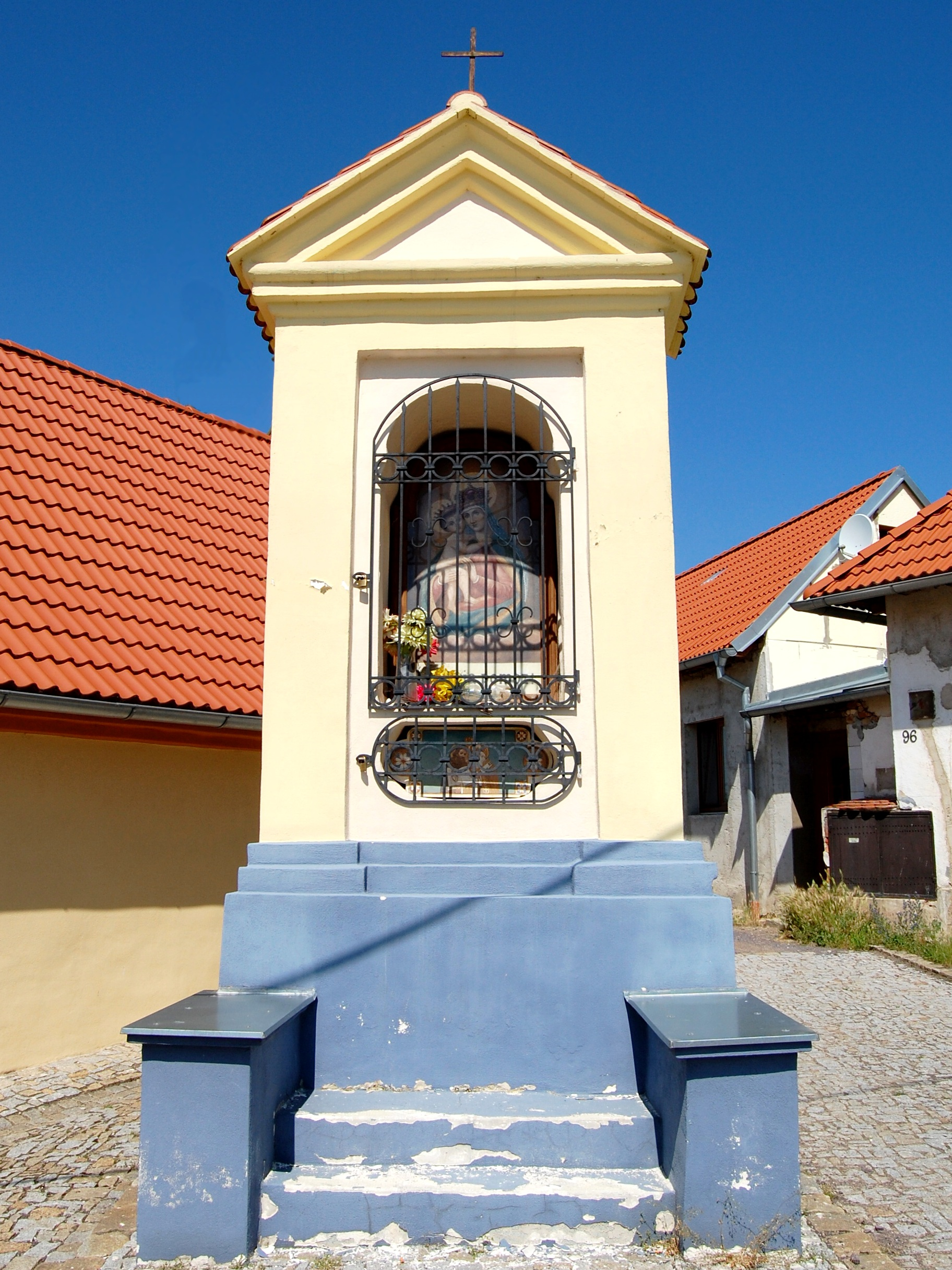
Výklenková kaplička na návsi
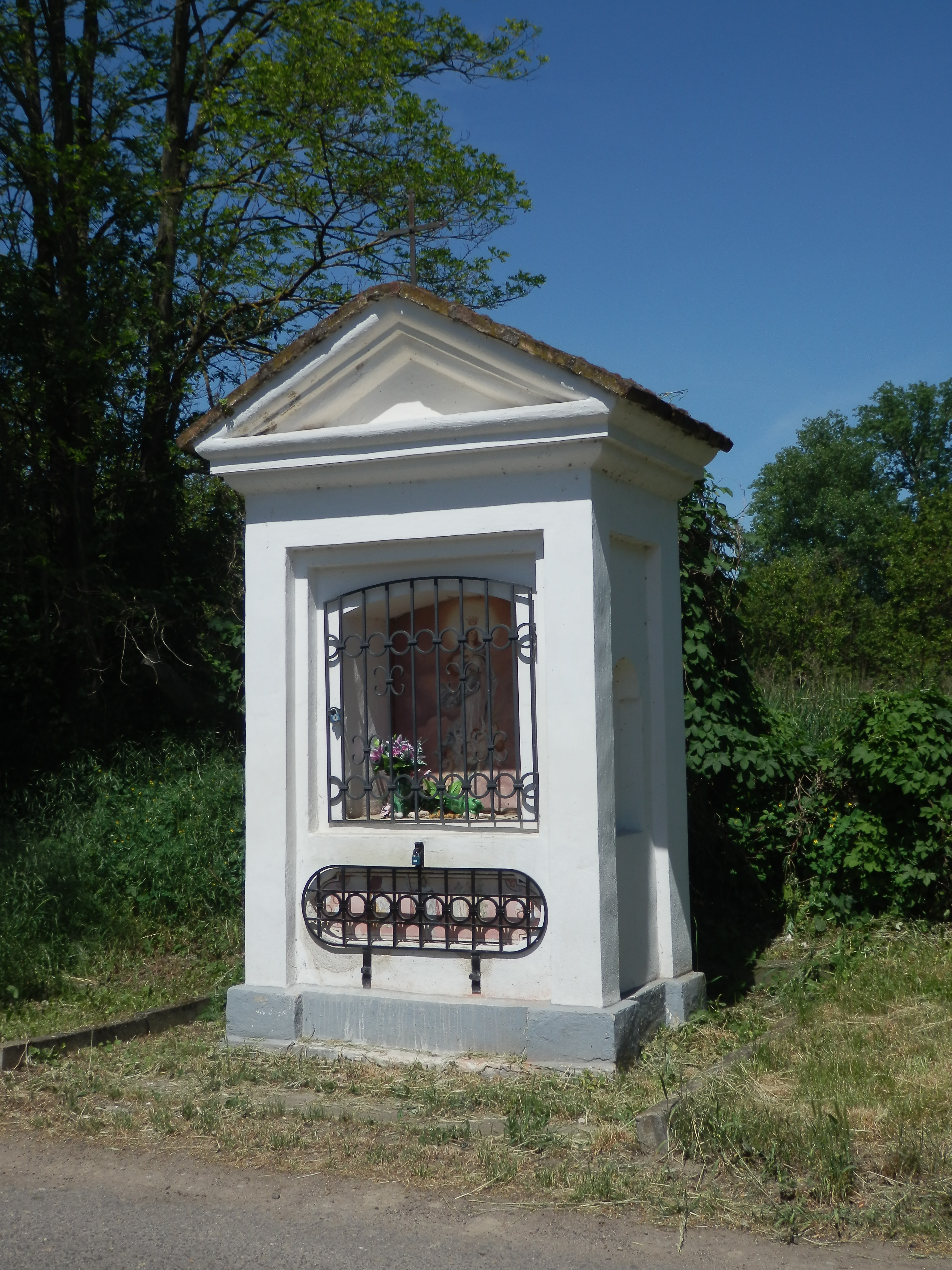
Výklenková kaplička u cesty do Dyje